# Mathews (Familienname)
Mathews ist ein englischer Familienname.

## Namensträger
- Aidan Mathews (* 1956), irischer Schriftsteller, Dichter und Dramatiker
- Alexis Mathews (* 1991), US-amerikanische Volleyballspielerin
- Angelo Mathews (* 1987), sri-lankischer Cricketspieler
- Arthur Frank Mathews (1860–1945), US-amerikanischer Maler
- Charles Mathews (1776–1835), englischer Schauspieler und Schriftsteller
- Cornelius Mathews (1817–1889), US-amerikanischer Autor
- Dan Mathews (* 1964), US-amerikanischer Autor und Tierschützer
- David Mathews (um 1739– 1800), britisch-amerikanischer Rechtsanwalt, Bürgermeister von New York
- Eddie Mathews (1931–2001), US-amerikanischer Baseballspieler
- Ellen Buckingham Mathews (1853–1920), englische Schriftstellerin
- F. David Mathews (Forrest David Mathews; * 1935), US-amerikanischer Politiker
- Frank A. Mathews (1890–1964), US-amerikanischer Politiker
- George Mathews (Politiker) (1739–1812), britisch-amerikanischer Politiker
- George Mathews (Schauspieler) (1911–1984), US-amerikanischer Schauspieler
- George Arthur Mathews (1852–1941), US-amerikanischer Politiker
- George Ballard Mathews (1861–1922), britischer Mathematiker
- Gregory Mathews (1876–1949), australischer Ornithologe
- Harlan Mathews (1927–2014), US-amerikanischer Politiker
- Harry Mathews (1930–2017), US-amerikanischer Schriftsteller und Übersetzer
- Henry Mathews (Politiker) (1834–1884), US-amerikanischer Politiker
- Henry Mathews (Konzernkritiker) (1966–2006), deutscher Konzernkritiker und Journalist
- James Mathews (Politiker, 1805) (1805–1887), US-amerikanischer Politiker
- James Mathews (Politiker, 1865) (1865–1934), australischer Politiker
- James K. Mathews (1913–2010), US-amerikanischer Geistlicher, Bischof von Washington
- Janet Elizabeth Mathews (1914–1992), australische Musiklehrerin
- Jasmine Mathews (* 1991), US-amerikanische Schauspielerin
- John Mathews (1744–1802), US-amerikanischer Politiker
- Josh Mathews (* 1980), US-amerikanischer Moderator und Wrestler
- Karenza Mathews (* 1950), englische Tischtennisspielerin
- Kerwin Mathews (1926–2007), US-amerikanischer Schauspieler
- Larry Mathews (Musiker), irischer Musiker
- Larry Mathews (Schauspieler) (* 1955), US-amerikanischer Schauspieler
- Luke Mathews (* 1995), australischer Mittelstreckenläufer
- Marlene Mathews (* 1934), australische Sprinterin
- Mat Mathews (1924–2009), niederländischer Jazzmusiker
- Max Mathews (1926–2011), US-amerikanischer Computermusiker
- Peter Mathews (Politiker) (1951–2017), irischer Politiker
- Peter Mathews (Autor) (* 1951), deutscher Publizist und Schriftsteller
- Russell Mathews (Russell Lloyd Mathews; 1921–2000), australischer Wirtschaftswissenschaftler
- Robert Henry Mathews (1877–1970), australischer Missionar und Sinologe
- Robert Jay Mathews (1953–1984), US-amerikanischer Rechtsextremist
- Robin Mathews (* 1931), kanadischer Schriftsteller
- Ronnie Mathews (1935–2008), US-amerikanischer Jazzpianist
- Shailer Mathews (1863–1941), US-amerikanischer Theologe
- Sylvia Mathews Burwell (* 1965), US-amerikanische Politikerin
- Terry Mathews (Terry Alan Mathews; 1964–2012), US-amerikanischer Baseballspieler
- Thom Mathews (* 1958), US-amerikanischer Schauspieler
- Thomas Mathews (1676–1751), britischer Vizeadmirals
- Vincent Mathews (1766–1846), US-amerikanischer Politiker
- Walter Mathews (Schauspieler) (1926–2012), US-amerikanischer Schauspieler
- Walter J. Mathews (1850–1947), US-amerikanischer Architekt